# Il progetto rosa
Il progetto rosa (The Pink Blueprint) è un film del 1966 diretto da Hawley Pratt. È il diciottesimo cortometraggio animato della serie Pantera Rosa, prodotto dalla DePatie-Freleng Enterprises e uscito negli Stati Uniti il 25 maggio 1966.
Si tratta di un sequel indiretto del corto The Pink Phink, con il quale condivide lo spunto di base della trama. Sia The Pink Blueprint che The Pink Phink hanno ricevuto una nomination al Premio Oscar per il miglior cortometraggio d'animazione, ma solo il secondo dei due corti è riuscito a vincere il premio.

## Trama
Un frustrato costruttore edile (The Little Man) intraprende una battaglia con la Pantera Rosa sul progetto di una casa in costruzione. Il disegno originale del costruttore ha uno sfondo blu e una forma più tradizionale; al contrario, quello della pantera è più arrotondato, elegante, e interamente rosa. La pantera tenta più volte senza successo di scambiare il progetto originale con il suo. Alla fine, la pantera decide di imbrogliare il suo avversario e sostituisce il progetto del costruttore, ma dopo aver cambiato il colore rosa del suo versandolo in un barattolo di vernice blu. La pantera ottiene così la casa che vuole, ma quando vi entra questa si rivela essere soltanto un cartonato che crolla a terra e lascia il posto al progetto originale del costruttore.